# Никос Анастопулос
Никос Анастопулос (грч. Νίκος Αναστόπουλος; Дафни, 22. јануар 1958) бивши је грчки фудбалер и садашњи тренер. Играо је на позицији нападача. Био је члан репрезентације Грчке која је први пут играла на једном великом такмичењу — Европско првенство 1980. године. Са постигнутих 29 голова Анастопулос је најбољи стрелац грчке репрезентације у историји.
Током каријере је већином играо за Олимпијакос из Пиреја и постигао је 145 голова у првенству.
Анастопулос је постигао једини гол за Грчку на Европском првенству 1980. против Чехословачке, а то је уједно и први на неком великом такмичењу за репрезентацију Грчке.